# Janez Lenarčič

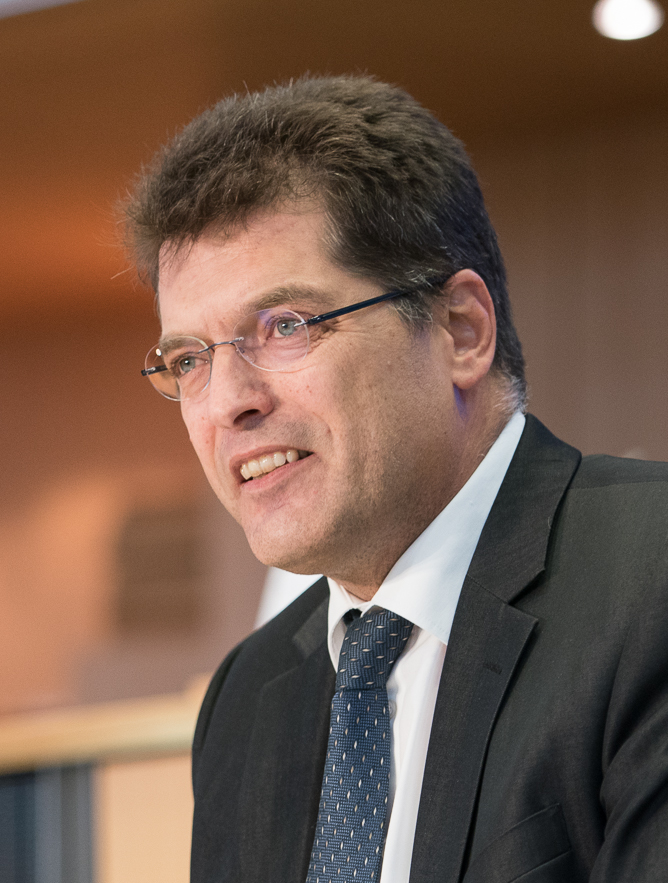
Janez Lenarčič (2019)

Janez Lenarčič (* 6. November 1967 in Ljubljana) ist ein slowenischer Diplomat und Politiker. Er war mehrmals Staatssekretär, von 2008 bis 2014 leitete er das Büro für demokratische Institutionen und Menschenrechte (ODIHR) der Organisation für Sicherheit und Zusammenarbeit in Europa (OSZE). Von 2019 bis 2024 war er Kommissar für humanitäre Hilfe und Krisenschutz.

## Leben
Janez Lenarčič studierte Internationales Recht an der Universität Ljubljana, das Studium schloss er 1992 ab. Anschließend trat er in den diplomatischen Dienst ein. Von 1994 bis 1999 war er Sekretär an der Ständigen Vertretung Sloweniens bei den Vereinten Nationen in New York City, 2000/01 war er Berater des slowenischen Außen- sowie Premierministers.
2002/03 war er unter Anton Rop Staatssekretär im Amt des slowenischen Ministerpräsidenten. Anschließend fungierte er bis 2006 als außerordentlicher und bevollmächtigter Botschafter der Republik Slowenien bei der Organisation für Sicherheit und Zusammenarbeit in Europa (OSZE) in Wien während des slowenischen Vorsitzes (2005). Danach war er slowenischer Europastaatssekretär, zu seinen Aufgaben zählte die Vorbereitung der Slowenischen EU-Ratspräsidentschaft im ersten Halbjahr 2008.
Ab Juli 2008 leitete er als Nachfolger von Christian Strohal das Büro für demokratische Institutionen und Menschenrechte (Office for Democratic Institutions and Human Rights, ODIHR) der OSZE. 2014 folgte ihm in dieser Funktion Michael Georg Link nach, Lenarčič wurde unter Miro Cerar erneut Staatssekretär im Amt des slowenischen Ministerpräsidenten.
Von der slowenischen Regierung wurde er im Juli 2019 als EU-Kommissar der Kommission von der Leyen I nominiert. Mit 1. Dezember 2019 folgte er Christos Stylianides als Kommissar für humanitäre Hilfe und Krisenschutz nach. In seine Amtszeit fiel das Hochwasser in Mitteleuropa im September 2024. Er amtierte bis zum 30. November 2024.

## Auszeichnungen
- 2009: Officier de la Légion d’Honneur[7]